# Kim Bo-yeon
Kim Bo-yeon (en hangul, 김보연; nombre de nacimiento Kim Bok-soon) es una actriz surcoreana. 

## Vida personal
Se casó en 1988, y tuvo dos hijas, Kim Eun-seo y Kim Eun-jo. Posteriormente se divorció.
Conoció al actor Jeon No-min en el set de la serie A Saint and a Witch en el año 2003, y se casaron un año más tarde. Era el segundo matrimonio para ambos. La relación fue objeto de polémica a causa de los nueve años de diferencia de edad entre ellos. La pareja comenzó un negocio de makgeolli llamado Family's Honor en 2008, pero después de fallar, la resultante tensión financiera provocó que la pareja se divorciara en 2012.

## Filmografía

### Cine
lista parcial
- Casa Amor: Exclusive for Ladies (2015)
- My PS Partner (2012)
- Moby Dick (2011)
- Sunny (2011) (cameo)
- In Love and War (2011) (cameo)
- Yogurt Lady (short film, 2010)
- Blades of Blood (2010) (cameo)
- Possessed (2009).
- Holy Daddy (2006)
- Duelist (2005)
- Temptation of Wolves (2004)
- He Was Cool  (2004)
- Low Life (2004)
- Drama Inside of a Skirt (1997)
- A Hot Roof (1995)
- Declaration of Genius (1995)
- My Dear Keum-hong (1995)
- The Young Man (1994)
- A Heavy Bird (1994)
- Pro at Love, Amateur at Marriage (1994)
- Road to the Racetrack (1991)
- Silver Stallion (1991)
- My Love, My Bride (1990)
- Mayumi (1990)

- The World of Women (1988)
- A Forest Where a Woman Breathes (1988)
- Hello, God (1987)

### Series
- Amor (invitados especiales: matrimonio y divorcio) (TV Chosun/Netflix, 2021)
- Reflection of You  (JTBC, 2021)
- Creador de Reyes: El cambio del destino (TV Chosun, 2020)
- I've Returned After One Marriage (KBS2, 2020)
- A Piece of Your Mind (tvN, 2020)
- Morning in Hollywood (2019)
- You Are Too Much (MBC, 2017)
- Shopaholic Louis (MBC, 2016)
- Monster (MBC, 2016)
- The Eccentric Daughter-in-Law (KBS2, 2015)
- The Invincible Lady Cha (MBC, 2015)
- Pretty Man (KBS2, 2013)
- Princess Aurora (MBC, 2013)
- A Hundred Year Legacy (MBC, 2013) (cameo)
- Childless Comfort (jTBC, 2013) (cameo)
- The King of Dramas (SBS, 2012) (cameo)
- Feast of the Gods (MBC, 2012)
- Dangerous Women (MBC, 2011-2012)
- Iron Daughters-in-Law (MBC, 2011)
- New Tales of Gisaeng (SBS, 2011)
- Golden Fish (MBC, 2010)
- Again, My Love (KBS2, 2009) (cameo)
- Amnok River Flows (SBS, 2008)
- Love Marriage (KBS2, 2008)
- Golden Era of Daughters-in-law (KBS2, 2007-2008)
- Ahyeong-dong Madam (MBC, 2007-2008)
- Snow Flower (SBS, 2006-2007)
- Hwang Jini (KBS2, 2006)
- How Much Love (MBC, 2006)
- Smile Again (SBS, 2006)
- Precious Family (KBS2, 2004)
- Island Village Teacher (SBS, 2004)
- Thousand Years of Love (SBS, 2003)

### Programas de variedades
- 2019: King of Mask Singer - concursó como "Naengmemil" (ep. #211).